# Nomada debilis
Nomada debilis är en biart som beskrevs av Timberlake 1954. Nomada debilis ingår i släktet gökbin, och familjen långtungebin. Inga underarter finns listade i Catalogue of Life.